# Joan Felip II de Salm-Dhaun
Joan Felip II de Salm-Dhaun va néixer a Hochstetten-Dhaun (Alemanya) el 28 d'octubre de 1645 i va morir a la mateixa ciutat el 26 de juny de 1693. Era un noble alemany fill de Joan Lluís de Salm-Dhaun (1620-1673) i d'Elisabet de Salm-Neufviller (1620-1653).

## Matrimoni i fills
L'11 de novembre de 1671 es va casar a Ottweiler amb Anna Caterina de Nassau-Ottweiler (1653-1731), filla de Joan Lluís de Nassau-Ottweiler (1625-1690) i de Dorotea Caterina de Birkenfeld-Bischweiler (1634-1715). D'aquest matrimoni en nasqueren:
- Lluís Felip (1672-1686)
- Sofia Dorotea (1674-1686)
- Carles (1675-1733), casat amb Lluïsa de Nassau-Ottweiler (1686-1773).
- Felip Magnus (1679-1709)
- Christià (1680-1748)
- Walrad (1686-1730)
- Lluïsa Caterina (1687-1732)